# La casa verde
La casa verde (1966) és la segona novel·la de l'escriptor peruà Mario Vargas Llosa. La novel·la es caracteritza per l'assimilació de les noves tècniques narratives d'autors europeus i estatdounidencs desenvolupades al llarg de la primera meitat del segle xx. L'obra va ser creditora del Premi Ròmul Gallegos.

## Escenaris

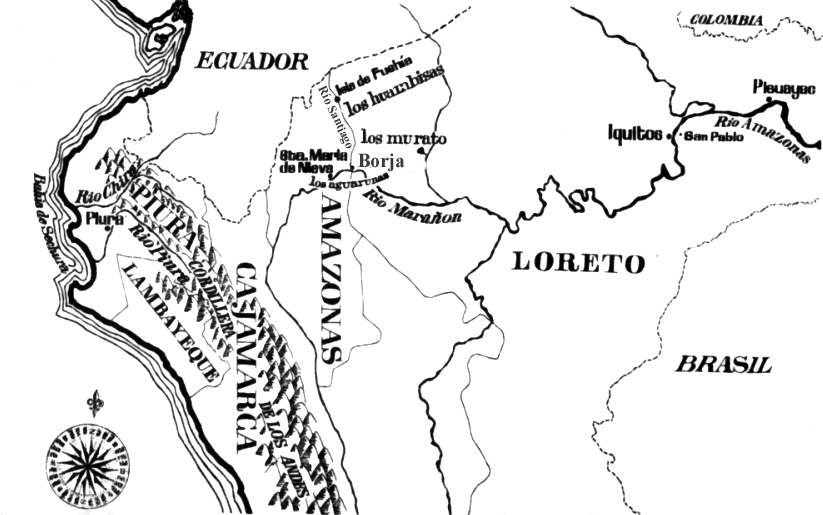
Mapa del nord peruà, on es desenvolupen les històries de la novel·la.

L'acció de la novel·la transcorre entre dos escenaris, separats entre sí per molts quilòmetres: la ciutat de Piura (situada en el desert de la costa nord peruana), i la selva amazònica peruana, principalment en el poblat de Santa María de Nieva, seu d'una missió religiosa espanyola així com d'un lloc de la Guàrdia Civil. Altres escenaris selvàtics són Iquitos, la principal ciutat de l'orient peruà, i Borja, seu d'un destacament de l'exèrcit peruà. Els nervis d'aquell món selvàtic són els rius cabalosos i imponents: el Marañón, l'Amazones i els seus afluents.

## Argument[calcitació]
En aquesta novel·la concorden moltes històries que, temporalment, s'entrecreuen, es complementen i s'enriqueixen una de l'altre, no obstant això, és possible distingir tres histories “base”: la de Don Anselmo, la del Sergent Lituma i la del bandit Fushía.
Don Anselmo és un foraster que funda un prostíbul en Piura, conegut com “La Casa Verda”. Davant això el capellà García, juntament amb altres “guardians de la moral” de la ciutat inicien una lluita frontal contra el “antre de perversió”, al qual acaben per incendiar. Don Anselmo cau en la misèria i es dedica a tocar l'arpa en les cantines. Anys després, la seva filla, sobrenomenada “La Chunga”, fongui una altra casa-bordell al qual bateja amb el mateix nom de l'anterior.
Lituma és un home de Piura que sol acudir a la Casa Verda, un local regentat per la Chunga, en companyia dels seus amics. Amb el temps, decideix enrolar-se a la Guàrdia Civil i esdevé sergent al poblat selvàtic de Santa Maria de Nieva. Allà coneix una noia de la zona anomenada Bonifacia, coneguda com "La Selvàtica", i amb qui finalment es casa. Després de tornar a Piura i retrobar-se amb els seus antics amics, es veu atrapat en un cercle viciós que el porta a ser empresonat, mentre que la seva esposa es veu obligada a prostituir-se a la Casa Verda. En lloc de rescatar-la, Lituma i els seus amics viuen a costa d'ella després que surti de la presó.
Fushía és un contrabandista d'origen brasiler-japonès, qui juntament amb una noia iquiteña anomenada Lalita, s'instal·la en una illa del riu Santiago, a prop a la frontera amb l'Equador, on es dedica a robar mercaderies a les tribus veïnes. L'ajuda el seu fidel amic Aquilí, qui s'encarrega de portar-li diners i queviures a canvi de les mercaderies robades. Però comença a maltractar a Lalita i aquesta fuig juntament amb un altre pròfug, el pràctic Adrián Nieves; desertor de l'Exèrcit. Solitari i víctima de lepra, Fushía és traslladat pel seu amic Aquilí al leprosorio de Sant Pau, prop de Iquitos.

## Censura[calcitació]
La casa verde és una novel·la escrita per l'escriptor peruà Mario Vargas Llosa, publicada per primera vegada el 1966. No obstant això, durant la seva publicació no hi va haver censura en el sentit clàssic del terme, és a dir, cap govern o entitat oficial va prohibir la seva circulació o contingut.
No obstant això, la novel·la sí que ha estat objecte de crítiques i controvèrsies a causa del seu contingut explícit, que inclou escenes de violència, sexe, prostitució i altres temàtiques considerades tabú a la societat peruana de l'època. En el seu moment, alguns crítics van acusar Vargas Llosa d'immoralitat i obscenitat.
Encara que en general la novel·la va ser ben rebuda per la crítica, en particular per la seva innovadora estructura narrativa, alguns lectors i sectors conservadors de la societat peruana van expressar el seu descontentament amb certs aspectes de l'obra, especialment aquells que retraten la vida dels personatges més marginats i desfavorits de la societat.
En resum, La casa verde no va ser objecte de censura oficial en el seu moment, però sí que va generar controvèrsia i crítiques pel seu contingut explícit i per la forma en què aborda temes considerats tabú a la societat peruana de l'època.

## Font
- La casa verda. Mario Vargas Llosa.

- Editorial L'Ovella Negra Ltda, 1984. ISBN 84-8280-800-1 (Obra completa)
- Lima, PEISA, 2001. Gran Biblioteca de Literatura Peruana El Comerç, Tom 10, amb guia de lectura.